# Armstrong Siddeley Hurricane
O Armstrong Siddeley Hurricane foi um automóvel coupé conversível de duas portas e quatro lugares britânico, produzido pela empresa Armstrong Siddeley de 1946 até 1953, possuía motor de 70 hp com 1991 cc de seis cilindros em linha. Ele foi baseado no modelo Armstrong Siddeley Lancaster de 1945.
|  |  |